# UBL5
UBL5‏ (Ubiquitin like 5) هوَ بروتين يُشَفر بواسطة جين UBL5 في الإنسان.